# Мипарті
Мипарті (фр.-лат. mi-parti розділений навпіл) — тип середньовічного одягу, розділений вертикально навпіл і зшитий з контрастно пофарбованих тканин. Мав розповсюдження як в моді, в середньовічній мініатюрі, так і в геральдиці.

## Історія виникнення
Найперше розподіл на два кольори був використаний у геральдиці. Одруження представників двох шляхетних феодальних родин сприяло поєднанню в новому гербі двох кольорів, що ставало вказівкою на шляхетність для нащадків нової родини.
В XI столітті прийшла мода на вузькі панталони. Вона мала розповсюдження в дрібношляхетному оточенні князів і королівських родин. Васали сюзерена-володаря почали носили в одязі кольори його герба. Виникає костюм, розділений вертикально навпіл, мода підхоплена шляхетною молоддю, котра почала додавати до костюма нові деталі. Були не тільки костюми, розділені навпіл, до них додали також капелюхи й навіть черевики різного кольору. Кольорові тканини були приналежністю тільки  багатих верств населення та покажчиком статку і середньовічного статусу особи. Пересічна частина мешканців мала носити лише темний чи коричневий одяг.
Низька відкритість феодальних суспільств до новацій і змін сприяла своєрідній консервації моди на мипарті, що протрималась декілька століть і дійшла до доби відродження в Західній Європі. Найдовше мода мипарті протрималась у консервативних князівствах Німеччини та у кантонах Швейцарії.
Пришвидшення історичного процесу і нові тканини, розвиток швацького ремесла і крою надав західноєвропейському костюму (і чоловічому, і жіночому) можливостей для нескінчених варіантів і змін. На цей процес не змогли суттєво вплинути ні заборони католицької церкви, ні заклики до спрощень і скромності світських володарів (іспанський король Філіп IV забороняв придбання розкішного чужеземного  (фламандського) мережива для комірів і сам відмовився його носити як приклад економності). 
Мипарті не зникає, а витісняється на узбіччя моди й стає приналежністю костюмів блазнів та карнавалів.

## Мипарті у XX ст.

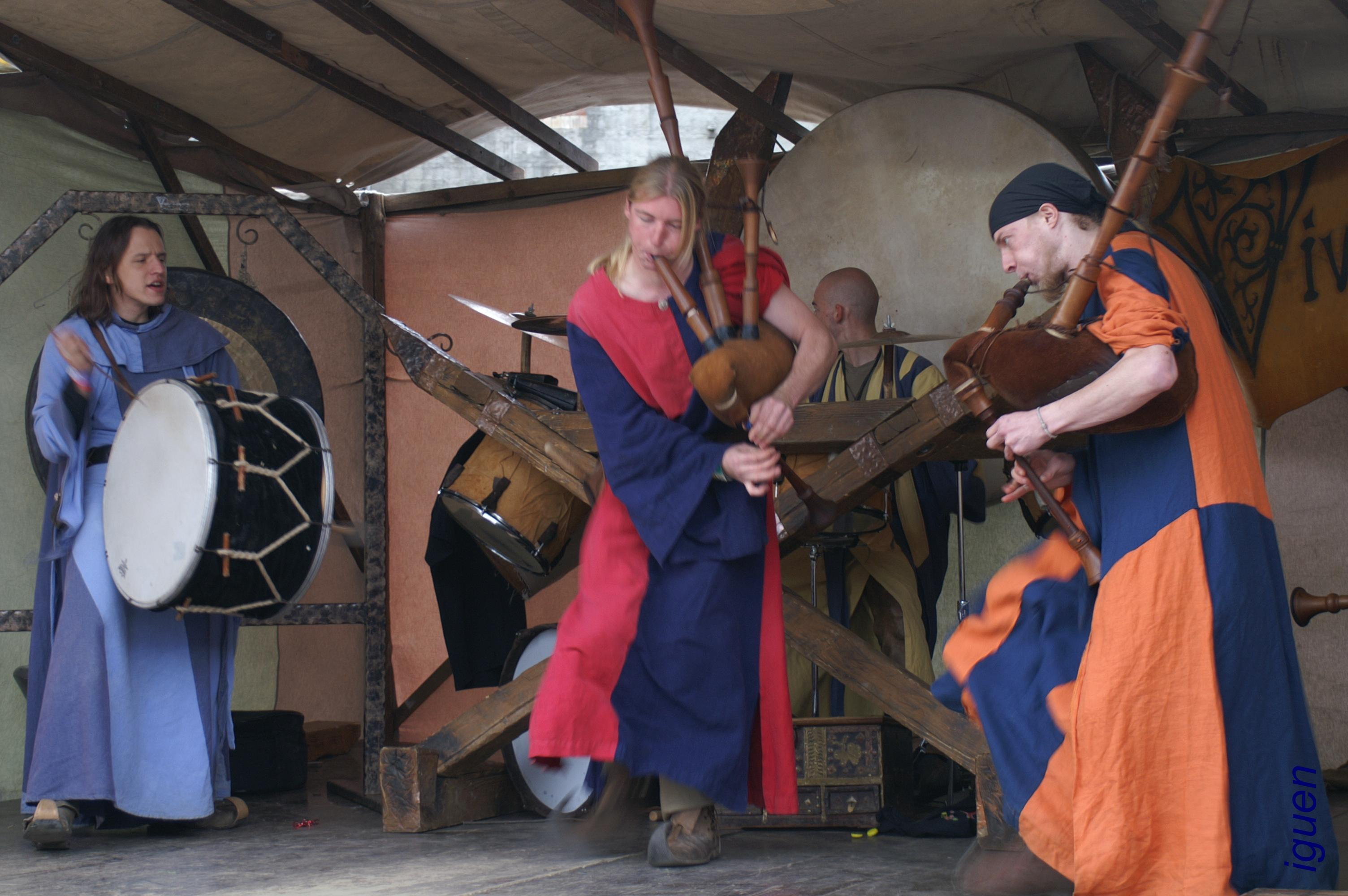
Концерт гурту «Vivus temporis» з середньовічною музикою, м. Лейпціг

Мипарті як зразок яскравого одягу не зник і у XX ст. Він став приналежністю театрального костюму, костюму карнавалів і театралізованих фестивалів середньовічної культури. Дещо несподіваним було використання мипарті в спортивних футболках (у футболістів), якщо розглядати спортивні змагання як театралізовані події, де для екзотичності гравці додають незвичні зачіски та провокативні жести.
Елементи мипарті використовують в дизайні одягу надто сміливих зразків буржуазної, молодіжної моди.

## Обрані твори (галерея)

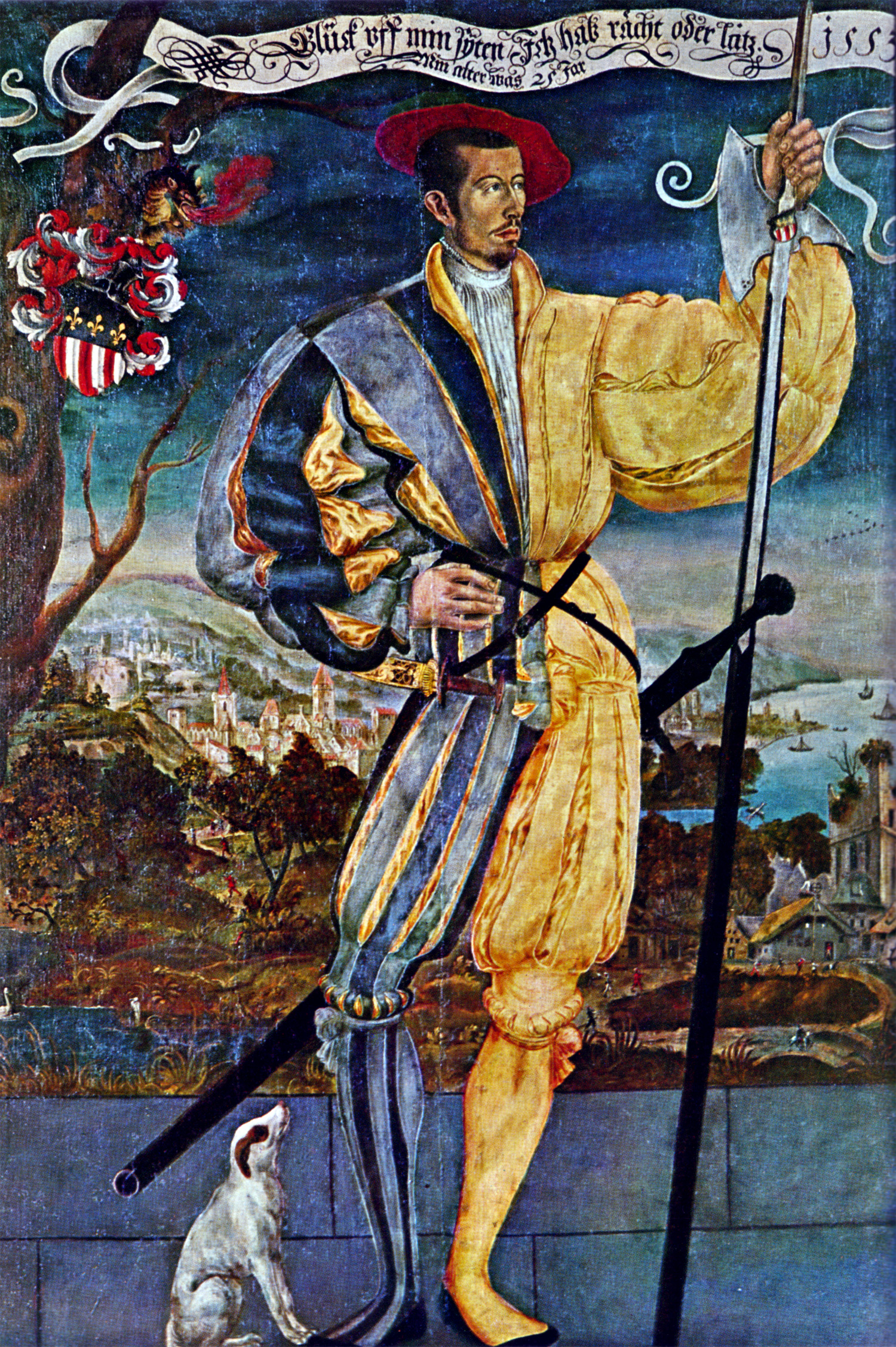
«Портрет Ніклауса Мануеля», 1553 р., Історичний музей (Берн), Швейцарія

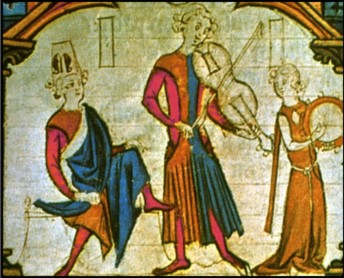
Середньовічні музики, мініатюра
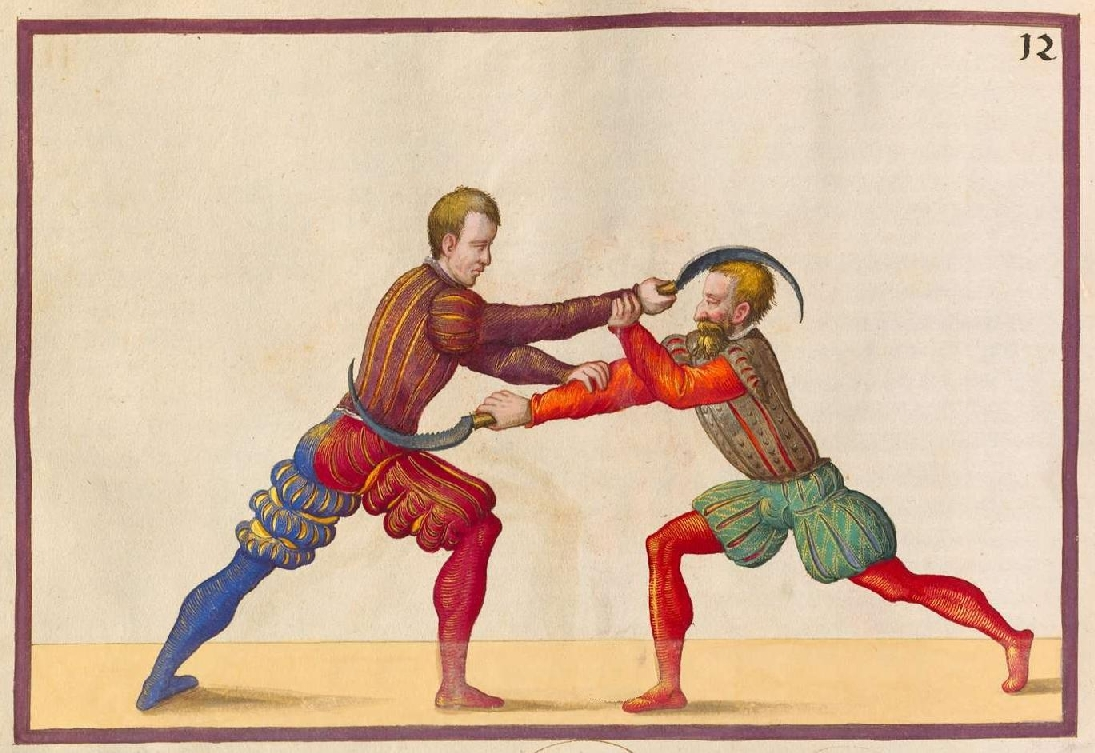
Пол Гектор Майр. «Змагання атлетів», середина 16 ст.
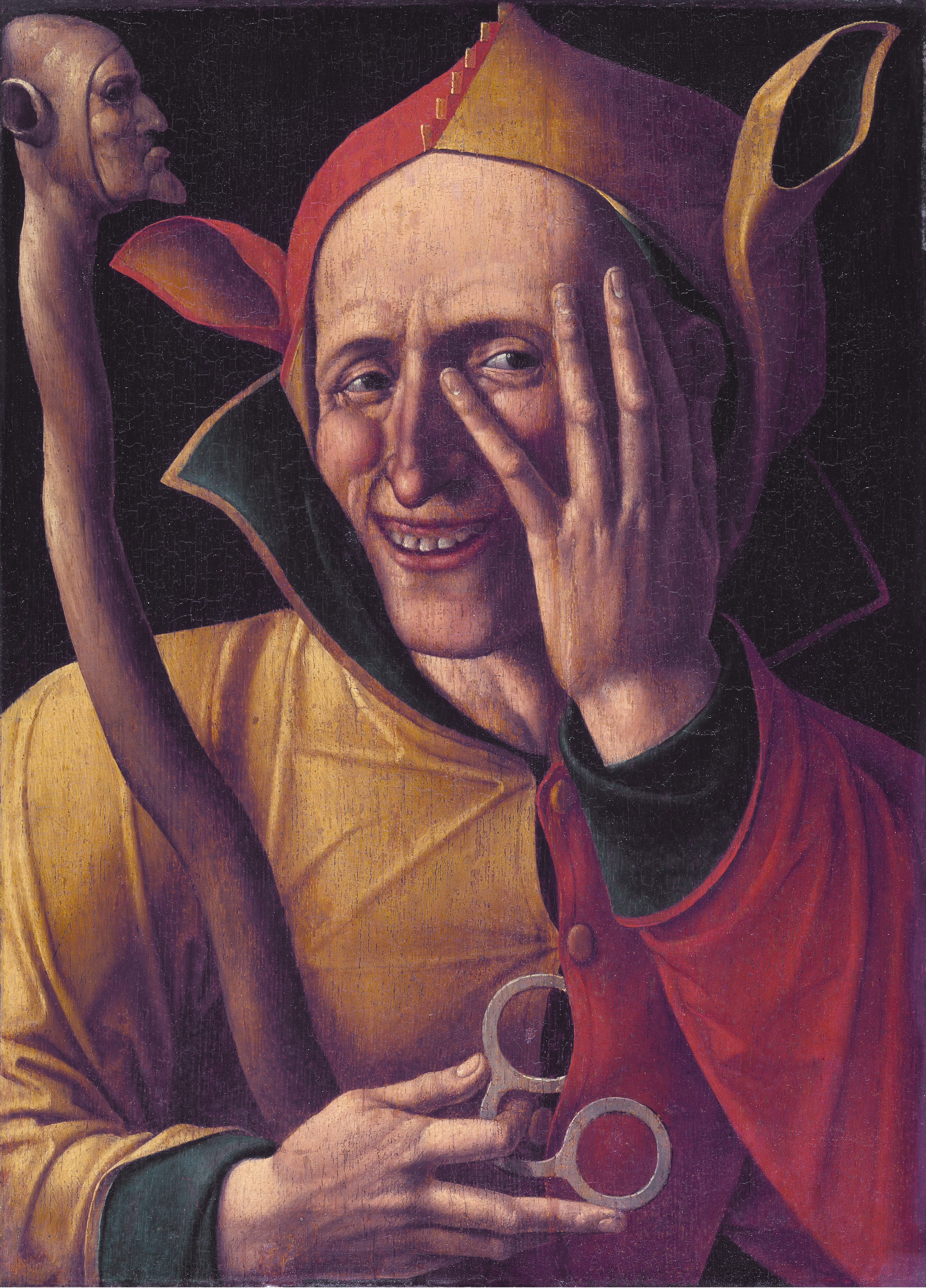
Анонім з Нідерландів. «Блазень», 15 ст., Стокгольм, Швеція.
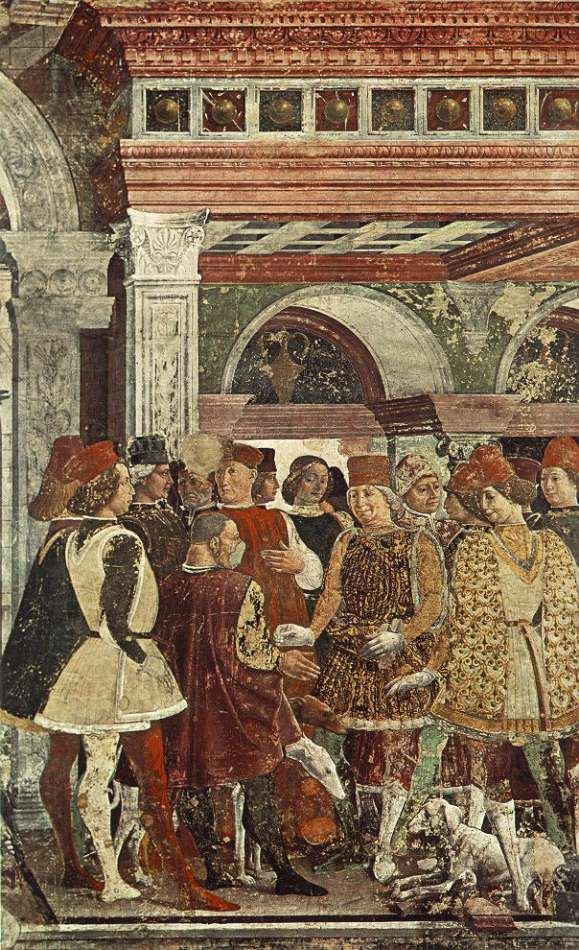
Худ. Франческо дель Косса. Палаццо Скіфаноя. Фреска «Алегорія квітня»
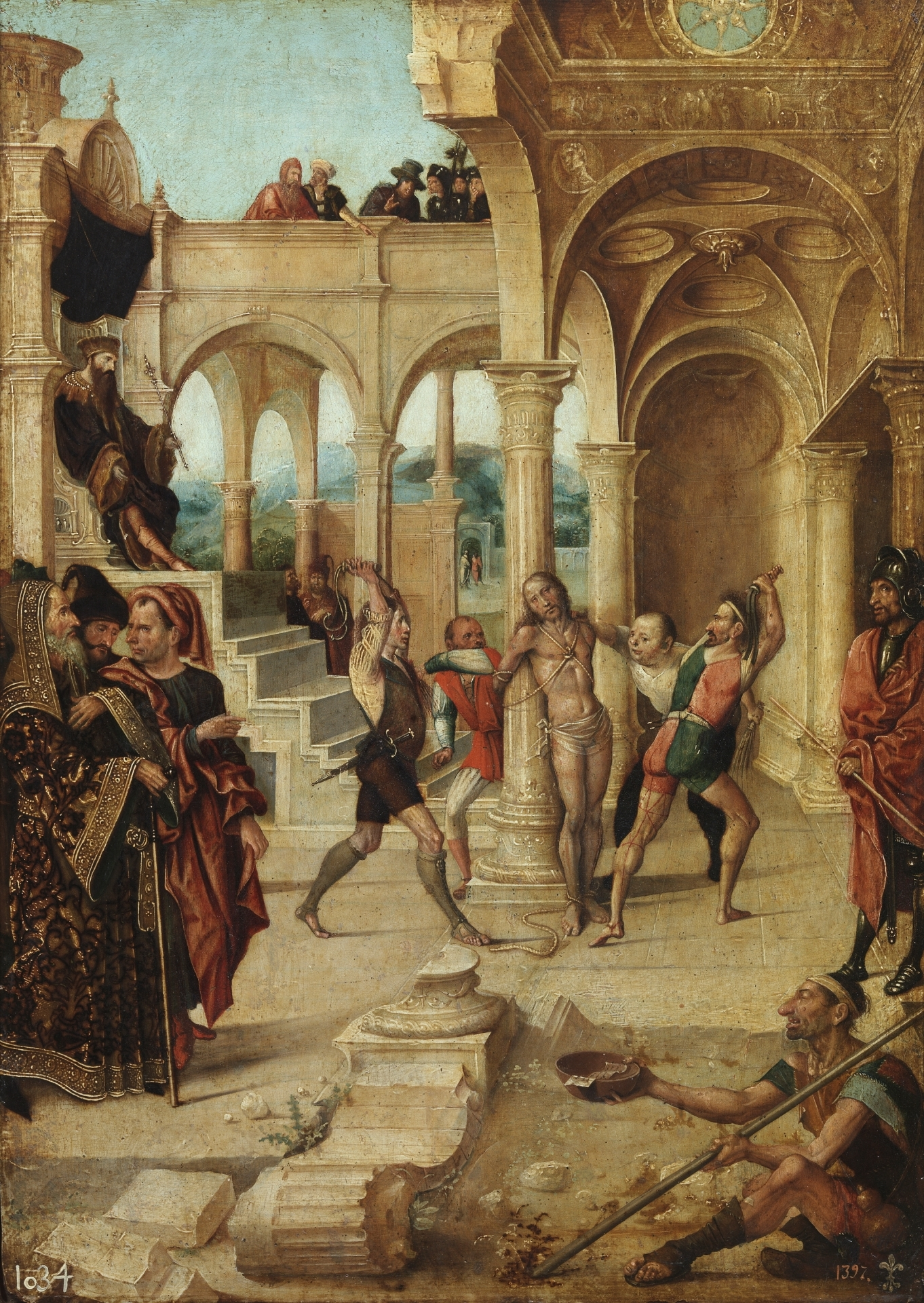
Худ. Алехо Антолінес. «Побиття Христа біля колони», початок 16 ст., Національний музей Прадо
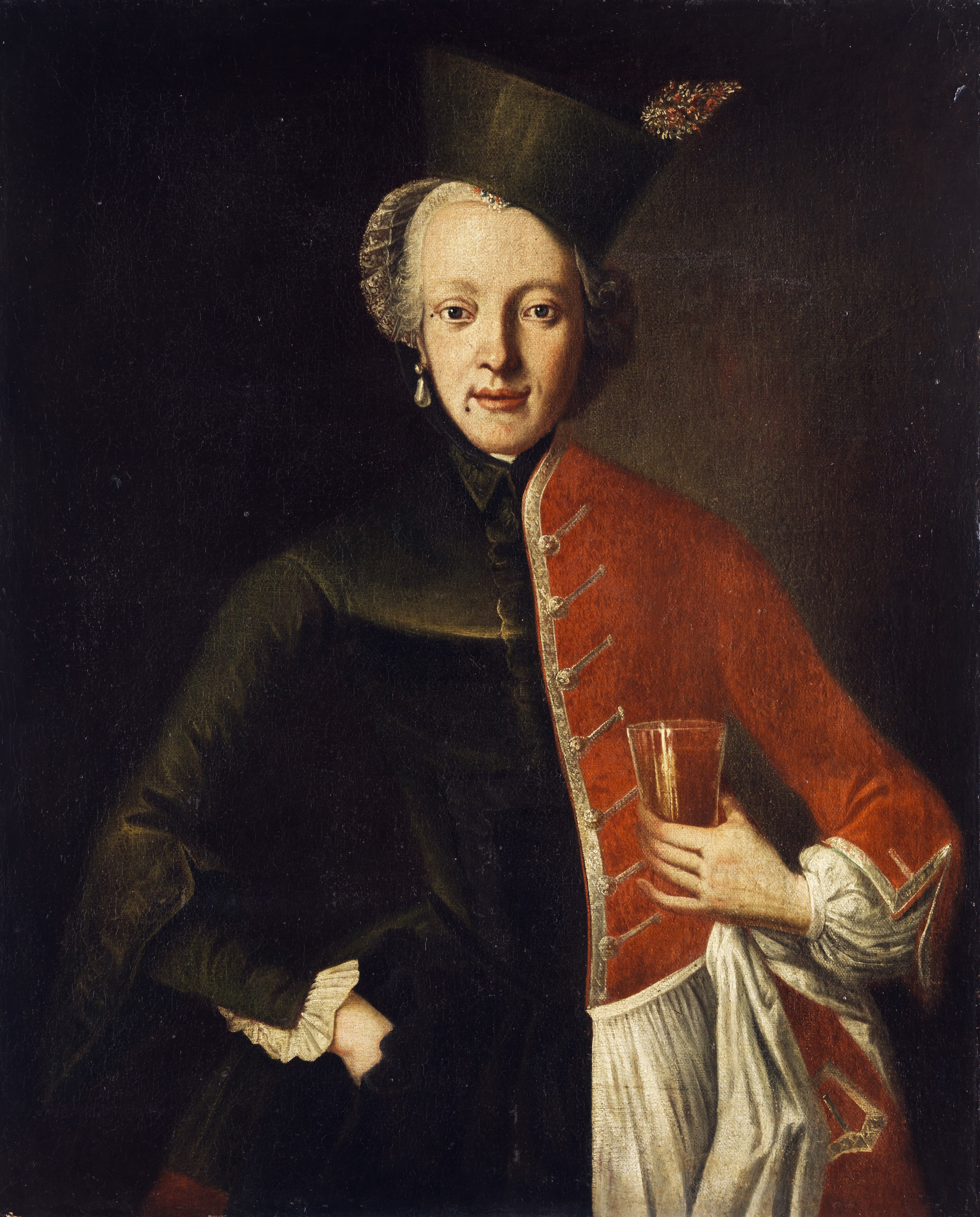
Анонім 18 ст. «Молода пані в костюмі мипарті», замок Рейссбах.
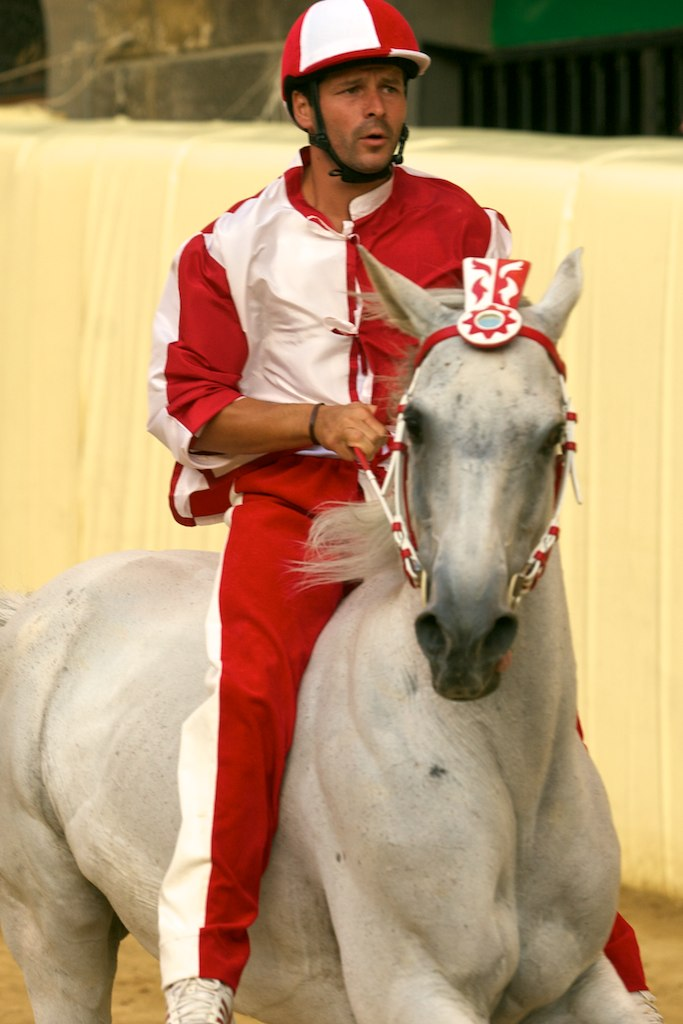
Вершник на святі Паліо у місті Сієна. Фото 2011 року.
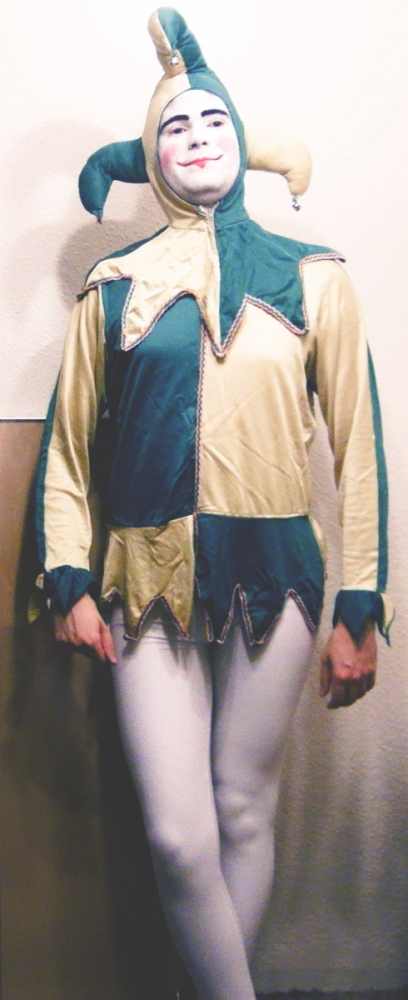
Джанлука Сіньйоріні 17 березня 1960 —  6 листопада 2002 Італійський футболіст, футболка в стилі мипарті